# Crézancy
Crézancy ist eine französische Gemeinde  mit 1.193 Einwohnern (Stand: 1. Januar 2022) im Département Aisne in der Region Hauts-de-France. Sie gehört zum Arrondissement Château-Thierry und zum Kanton Essômes-sur-Marne.
Die Einwohner werden Crézançois genannt.

## Geografie
Die Gemeinde Crézancy liegt am Fluss Surmelin, kurz vor dessen Mündung in die Marne, acht Kilometer östlich von Château-Thierry und etwa 80 Kilometer ostnordöstlich von Paris. Nachbargemeinden von Crézancy sind Mézy-Moulins im Norden, Reuilly-Sauvigny im Nordosten, Connigis im Osten und Südosten, Saint-Eugène im Südosten und Süden sowie Fossoy im Westen.

## Bevölkerungsentwicklung
| Jahr                       | 1962 | 1968 | 1975 | 1982 | 1990 | 1999 | 2006 | 2012 | 2021 |
| Einwohner                  | 763  | 837  | 970  | 1005 | 1033 | 1069 | 1100 | 1139 | 1220 |
| Quellen: Cassini und INSEE |      |      |      |      |      |      |      |      |      |

## Weinbau
Die Weinreben der Südwesthänge am Surmelinufer gehören zur Großlage Vallée du Marne innerhalb des Weinbaugebietes Champagne. Die wichtigste Anbausorte ist hier der Schwarzriesling.

## Sehenswürdigkeiten
- Kirche Notre-Dame aus dem 13. Jahrhundert

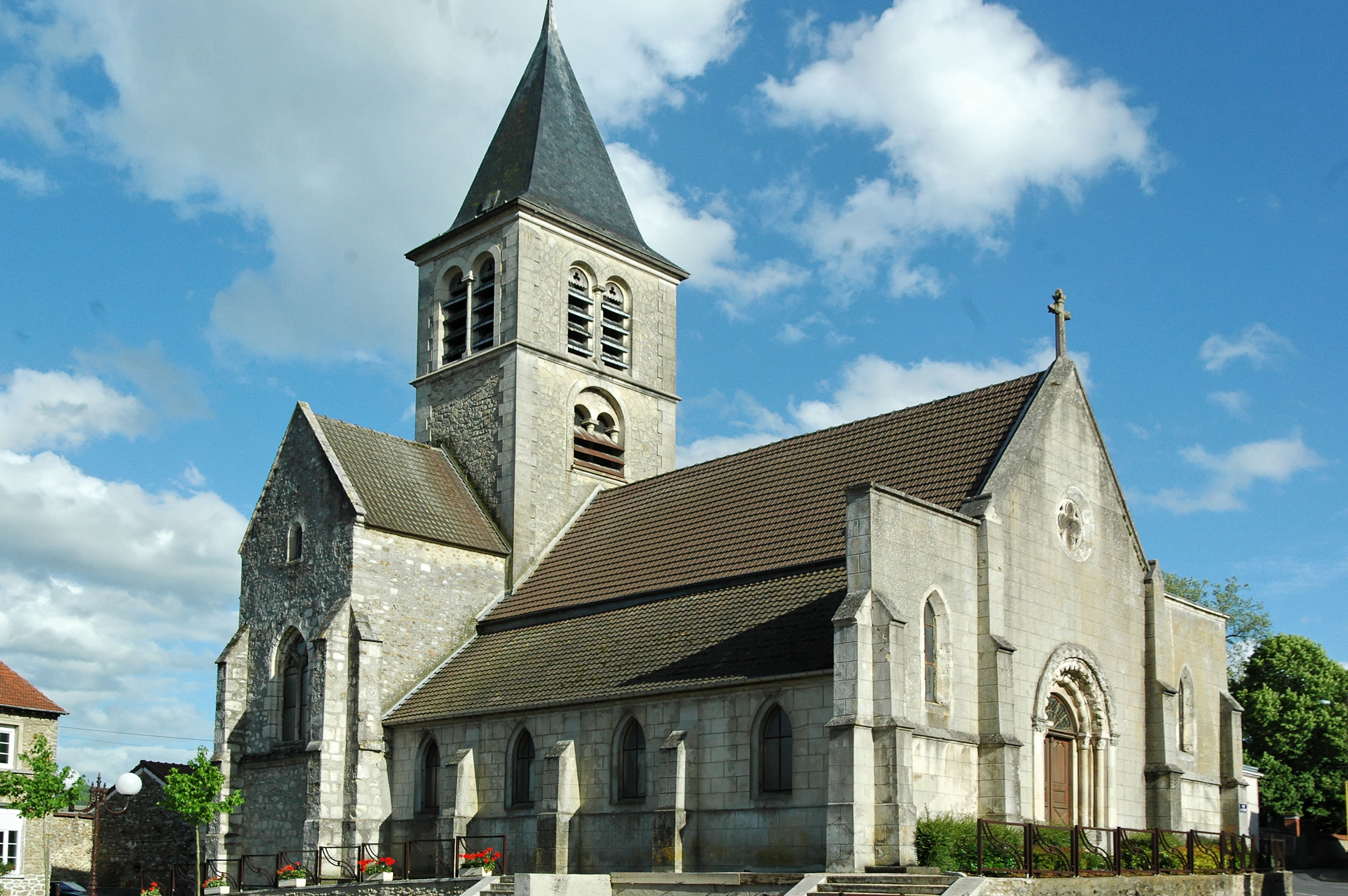
Kirche Notre-Dame